# 奇特拉 (巴拿马)
奇特拉是巴拿马贝拉瓜斯省卡洛弗雷区的一个城市，2010年人口为1,301。该市2000年时人口为1,967，1990年时人口为1,604。